# 尾関幸美
尾関 幸美（おぜき ゆきみ、1970年9月13日 - ）は、日本の法学者。中央大学大学院法務研究科教授。専門は会社法や証券取引法で、三井不動産監査役、ブルボン取締役、横浜市入札等監視委員会委員なども務めた。

## 人物・経歴
1994年金沢大学法学部法律学科卒業。1996年一橋大学大学院法学研究科経済法・民事法（企業法）専攻修士課程修了、修士（法学） 。1999年一橋大学大学院法学研究科企業法専攻博士後期課程修了、博士（法学）。指導教員は川村正幸。
同年長崎大学経済学部総合経済学科専任講師。同年同助教授。2000年ミシガン大学ロースクール客員研究員。2004年駒澤大学法学部法律学科准教授。2010年成蹊大学大学院法務研究科教授。
2015年カリフォルニア大学バークレー校ロースクール客員研究員。2016年三井不動産監査役。2017年横浜市入札等監視委員会委員。2019年ブルボン取締役。2021年中央大学大学院法務研究科教授。2022年海外投融資情報財団評議員。専門は会社法、証券取引法。

## 著書
- 『コア・テキスト会社法』（川村正幸, 品谷篤哉, 山田剛志と共著）新世社 2020年